# I dannati di Meadowbrook
I dannati di Meadowbrook (Without Consent) è un film per la televisione statunitense del 1994 diretto da Ian Barry.
Oltre che con Without Consent, in lingua originale il film è anche noto con il titolo Trapped and Deceived.

## Trama
Laura Mills (Jennie Garth) è una ragazza ribelle e piena di rabbia repressa, che reagisce ai drammi dell'adolescenza e ai pessimi esempi famigliari con comportamenti autodistruttivi quali l'abuso di alcol; il suo rendimento a scuola peggiora fino a compromettere l'ammissione al college, alla quale sua madre tiene ossessivamente, e le sue frequentazioni la mettono spesso nei guai. Una sera, fuggita di casa dopo l'ennesima discussione, ha un incidente d'auto dovuto allo stato di ubriachezza; i genitori, non sapendo più come aiutarla (anche perché assorbiti dalla loro crisi coniugale e dal turbolento rapporto con David, il primogenito che hanno da tempo cacciato di casa), consigliati dal referente scolastico di Laura decidono di farla internare a Meadowbrook, uno dei tanti istituti psichiatrici americani specializzati nel recupero di giovani affetti da problemi comportamentali o di dipendenza.
Nello sbrigativo colloquio per la sua accettazione, Meadowbrook appare come il luogo ideale per una piena riabilitazione sociale e psicologica, benché ai signori Mills non venga neppure mostrata la struttura e la stessa Laura non venga neanche visitata. Già dai suoi primi momenti trascorsi nell'istituto, la ragazza si rende conto che al suo interno, più che un regime di disciplina, vige un'atmosfera di continuo sospetto e sopruso; le giornate sono scandite da vessazioni corporali, sfruttamento e negligenze senz'alcuna giustificazione logica o etica. Facendo conoscenza con altri ragazzi ricoverati, si accorge che alcuni di questi, pur all'apparenza tranquilli, sono affetti da seri scompensi emotivi o psichici, e che l'esposizione all'ambiente di Meadowbrook, oltre a non aiutarli, rischia di aggravare il loro stato. La stessa Laura è inizialmente poco incline a piegarsi alle discutibili regole della clinica, i cui terapeuti, ligi ai criteri "rieducativi" del suo cinico e sadico direttore, il dottor Winslow (Paul Sorvino), trattano i ragazzi non come giovani malati, ma come criminali, punendo ogni banale o presunta mancanza con privazioni del cibo, camicie di forza o lunghi turni di lavoro forzato.
Istigata dalla compagna di stanza, una sorta di "kapò" tra le ragazze, Laura tenta una rocambolesca fuga, e in questo riceve l'inaspettato aiuto di uno dei pazienti dell'istituto, che la fa uscire dall'edificio dopo averle raccomandato di rivolgersi a Nora Fields (Helen Shaver), dell'Ufficio legale dei minori, e raccontarle tutto ciò che ha visto nell'ospedale. Tornata a casa dai genitori, però, Laura non viene creduta, e trova ad attenderla proprio Winslow che, minacciando di farla rinchiudere in un vero e proprio riformatorio, la riporta a Meadowbrook. Una volta rientrata in clinica la giovane, allo scopo di piegare in modo definitivo la sua volontà, viene legata ad un letto in una stanza isolata e le vengono somministrate pesanti dosi di fenotiazine: così sottomessa, Laura è ormai sul punto di mollare la presa.
Proprio mentre sta per raggiungere una pericolosa "zona di comfort", viene sconvolta dalla notizia del suicidio di Marty (Johnny Galecki), il suo unico amico dell'istituto, affetto da una grave forma di bipolarismo e da poco tempo dimesso con una diagnosi di guarigione. Nel frattempo è insospettita dagli strani movimenti notturni di Jason, il ragazzo che l'aveva aiutata a fuggire da Meadowbrook, e seguendolo di notte nell'archivio dell'ospedale riesce a farsi dire la verità: in realtà un adulto dall'aspetto molto giovanile, Jason lavora per Nora Fields, e si è infiltrato nella clinica allo scopo di ottenere prove sufficienti a inchiodare Winslow e l'intero personale, denunciando non tanto, o non solo, gli abusi perpetrati sui ragazzi, quanto piuttosto la sistematica frode ai danni delle assicurazioni (paradossalmente considerata più grave ai fini penali), le quali sono spremute il più possibile fino all'improvvisa "guarigione" del paziente, che viene poi lasciato a se stesso.
Scoperto da Winslow a frugare tra gli scaffali, Jason viene messo in isolamento e sottoposto alla solita tortura a base di tiazina perché riveli dove ha nascosto alcune importanti pratiche utili a far incriminare il direttore; Laura, rimasta sola e non vista nell'archivio, mette le pratiche al sicuro e trova il modo di farle arrivare all'Ufficio legale minori, al quale suo padre, Robert Mills, si è nel frattempo già rivolto per avere delucidazioni sulla reale natura degli istituti psichiatrici come Meadowbrook. Mentre l'intera clinica viene messa a soqquadro e tutti i ragazzi sottoposti a un'umiliante perquisizione personale, Nora Fields è allertata con un'astuzia riguardo alle condizioni in cui viene tenuto Jason, ed è pronta a intervenire con un mandato d'arresto: ma deve riuscire a farlo prima che Winslow scopra il coinvolgimento di Laura, alla quale sarebbe ormai capace di fare qualsiasi cosa pur di metterla a tacere.